# Турско стреличарство
Турско стреличарство (тур. Türk okçuluğu) је традиција стреличарства која је постала веома развијена у Отоманском царству, иако њено порекло датира из евроазијске степе у другом миленијуму пре нове ере.
Традиционално турско стрељаштво уврштено је на Репрезентативну листу нематеријалног културног наслеђа човечанства од стране Међувладиног комитета за заштиту нематеријалног културног наслеђа Унеска 2019.

## Историја
Од опадања војног стреличарства после битке код Лепанта, практиковало се углавном летеће стрељаштво, а турски стреличари су се специјализовали за оружје које је било посебно добро за давање велике брзине веома лаким стрелама. Стреличарски спорт је постепено опадао све до владавине Махмуда II који је уложио велике напоре да га оживи. Такође је наредио свом ученику стреличарства, Мустафи Кани, да напише књигу о историји, конструкцији и употреби ових лукова, из којих долази већина онога што је сада познато о турском луку. Године 1794, на пољу изван Лондона, секретар турског амбасадора је употребио турски лук и стрелу да гађа 415 јарди, делимично против ветра, и 482 јарди са ветром. Он је рекао да су у равници у близини Цариграда постављени стубови који обележавају раздаљину од 800 метара постигнуту турским луковима и стрелама у античко доба. Након смрти Махмуда II 1839. стреличарство је поново опадало. Жива уметност турског машкарања изгубљена је 1930-их са смрћу последњег луковца и познатог калиграфа Нецмеддина Окиаиа; од тада је поново оживео.
Дуги низ година изврсност турских лукова могла се видети из историјских записа. Године 1910. одржано је такмичење у стрељаштву на плажи у Ле Тоукует-у у Француској, где је Инго Симон успео да испали стрелу 434 м користећи стари турски композитни лук који је захтевао силу од 440 Н или 99 лб.

## Опрема

### Турски лук
Турски лук је закривљени композитни лук који се користио у Османском царству. Конструкција је слична оној код других класичних азијских композитних лукова, са дрвеним језгром (јавор је био најпожељнији), животињским рогом на стомаку (страна окренута према стрелцу) и тетивама на предњој страни, са слојевима причвршћеним заједно са животињским лепак. Међутим, неколико карактеристика турског лука је јасно. Закривљеност има тенденцију да буде екстремнија када је лук ненапет, са удовима који се савијају напред у облику слова "Ц". Код неких лукова, крути врхови удова („касан“) се чак додирују. Подручје за држање није удубљено као код других азијских лукова и прилично је равно на стомаку, док је предњи део дршке избочен ка споља.
Драматична закривљеност гудала чини њихово низање веома различитим од равнијих лукова који се налазе у Европи. У Турској постоји стара изрека да постоји „120 начина да се натеже гудало“, иако најчешће методе укључују седење на земљи са ногама притиснутим на хват. Тежи лукови обично захтевају употребу дугачког каиша са петљама за повлачење удова уназад и њихово држање док је тетива постављена.
У савременом свету, турски лук се сада претежно користи у спортске сврхе. Аутентични лукови за рогове и тетиве се и даље праве, али су изузетно скупи и тешки за складиштење ван одређених окружења и климе. Из тог разлога, већина историјски стилизованих лукова овог типа направљена је од неке комбинације фибергласа, тврдог дрвета (за касан) и смоле, а неке су у потпуности од смоле.

### Зихгир
Зихгир је турска реч за прстен за палац који се користио за цртање лука у Османском царству. Турски прстенови за палац прављени су од дрвета, метала, слоноваче, кости, рога или коже. Ови прстенови су означавали да је особа која их је носила био ратник. Временом су постали симбол престижа у османском друштву, а неки каснији примерци имају толико украса на површини са које клизи тетива да се са њима није могло пуцати. Преживели примерци су често направљени од племенитих метала и богато украшени. Неки су исклесани од драгог камења.

### Сипер и Мајра
Сипер и мајра су уређаји који се користе за извлачење стрела поред предњег крака лука где би стрела обично почивала. Сипер је врста полице причвршћене за лук стреличара, што омогућава стреличару да користи неколико инча краће (а самим тим и лакше) стреле како би добио максималну количину силе иза стреле. Најчешће се користе за летење стреличарством, за постизање највеће удаљености. Мајра је танак комад дрвета са удубљеним каналом и малом петљом за стреличеву потезну руку. Уређај омогућава стреличару да повуче стреле које су много краће него што су биле намењене за лук. Међу историчарима се води дебата о томе да ли је овај уређај дизајниран да испаљује стреле које су биле прекратке да би их непријатељ подигао и узвратио, или је то био начин да се поново испуцају вијци које су испалили кинески самостреличари. У модерно доба они се првенствено користе у летећем стреличарству за гађање краћих стрела како би се смањила тежина.

## Техника
Као и многи други источњачки стилови стреличарства, турско стреличарство користи „повлачење палца“, користећи тип хвата који се зове „мандал“. Овај хват спречава да се стрела помери ако је стрелац на коњу и/или пуца под неуобичајеним углом. Сам жреб је релативно кратак, обично испод браде или уз образ, у поређењу са стиловима стреличарства у Кини или Јапану где се нок повлачи поред главе. Када се стрелица пусти, рука за повлачење остаје релативно стабилна, а не дозвољава руци да се замахне уназад.
Турски стрелци су развили неколико јединствених техника за помоћ у борби. Једна од њих је била пракса држања неколико стрела између прстију извучене руке, омогућавајући брзе поновљене ударце. Друга техника је укључивала повлачење лука са потезном руком иза главе да пуца под стрмим углом надоле. Ово је коришћено за пуцање са зидова на непријатељске трупе.